# Pessebre Vivent de Corbera de Llobregat

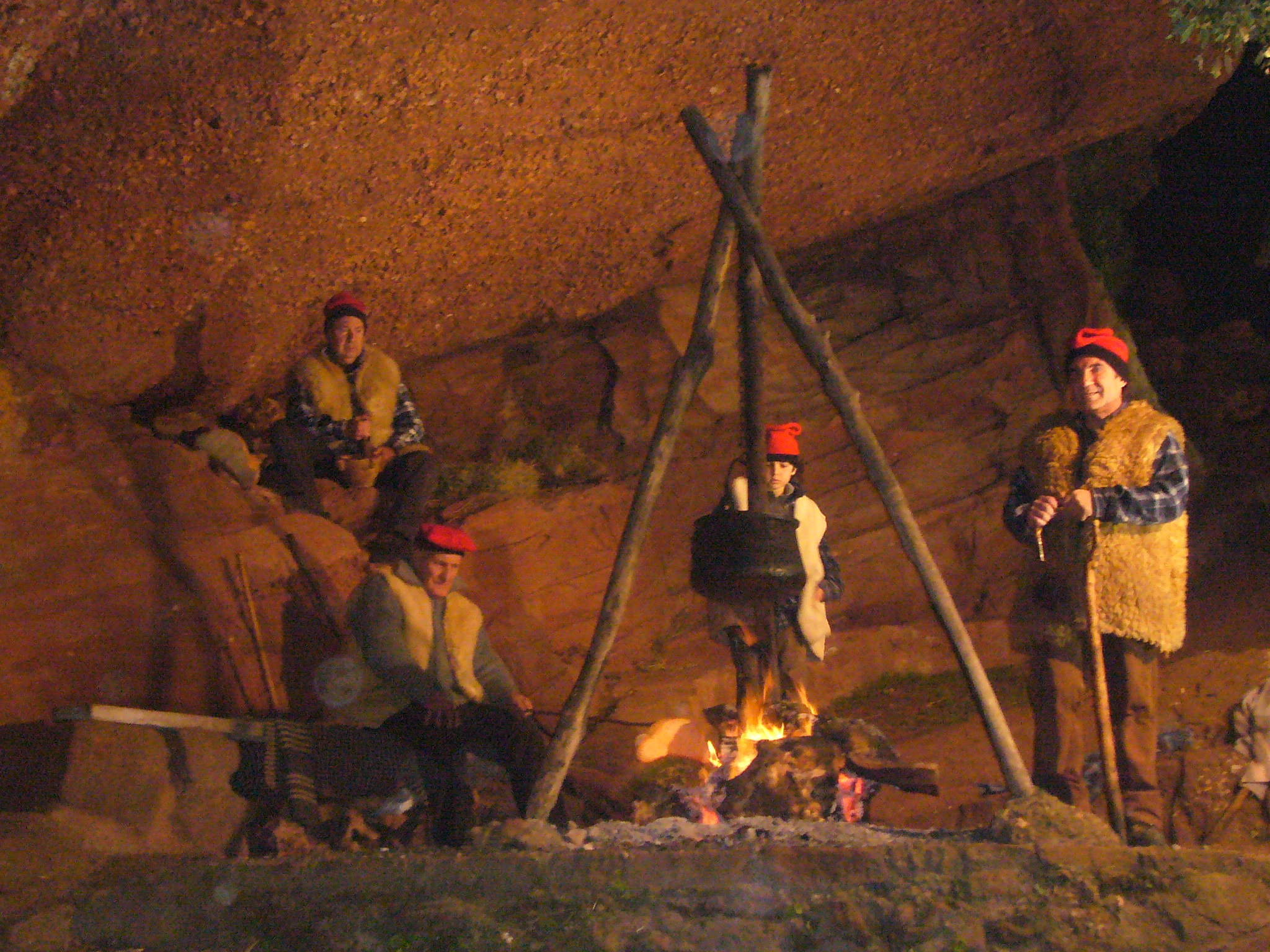
Pastors i olla al foc, amb la Penya del Corb com a fons

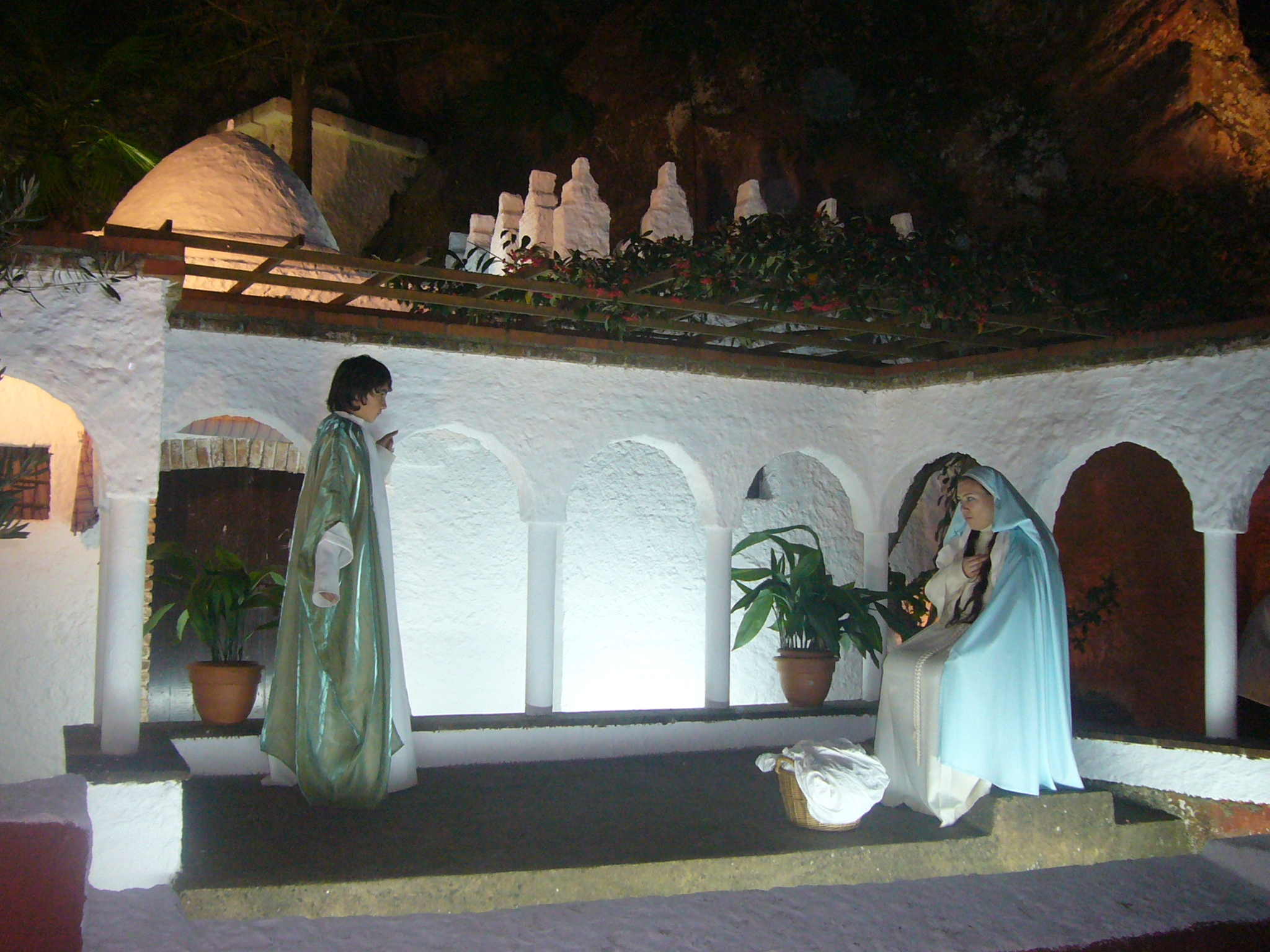
Anunciació de l'àngel a la Verge Maria

El Pessebre Vivent de Corbera de Llobregat és un pessebre vivent celebrat des de l'any 1962 al municipi de Corbera de Llobregat. És escenificat a la Penya del Corb, un conjunt de roques vermelloses situat a la part alta del poble, i s'ha continuat celebrant cada any de manera ininterrompuda. És organitzat per l'Associació Amics de Corbera, que fou guardonada l'any 1992 amb la Creu de Sant Jordi.
Malgrat que en terres catalanes existeix algun pessebre vivent més antic com el de d'Engordany (1956), el de Corbera de Llobregat va ser el primer en què els visitants es passejaven per dintre del pessebre barrejant-se amb les figures vivents, i és considerat el primer pessebre vivent de Catalunya.
Creat per en Josep Rodrigo i Puig (La Palma de Cervelló 1922 — Corbera de Llobregat 2003) es va representar per primera vegada el 24 de desembre de 1962. Durant gairebé mig segle, ha atret més de 850 000 persones, amb un total de més de 1600 representacions. Cada temporada el pessebre evoluciona i incorpora noves escenes, personatges o construccions.
El públic es passeja pels camins del pessebre guiat per una narració del text de l'Evangeli enriquit amb comentaris en prosa i poesia. El pessebre incorpora uns 225 actors que col·laboren de forma desinteressada, vestits segons la tradició hebrea i catalana, que representen múltiples escenes —que inclouen l'Anunciació de l'Àngel a la Verge, els Pastors i les ovelles, les Bugaderes, les Filadores, el Naixement a la Cova, l'Anunci de l'Àngel als Pastors, l'Adoració dels Pastors i els Reis, la Fugida a Egipte, la vida a Natzaret i escenes típiques de masies catalanes amb oficis tradicionals i tradicions com les nadales i el caga tió.
En l'edició de 2010 s'esperava una assistència de 14 000 persones que farien el recorregut d'uns 700 metres. Un dels moments culminants de la representació és l'aparició de l'àngel suspès a més de 40 metres d'alçada per anunciar el naixement de Jesús.

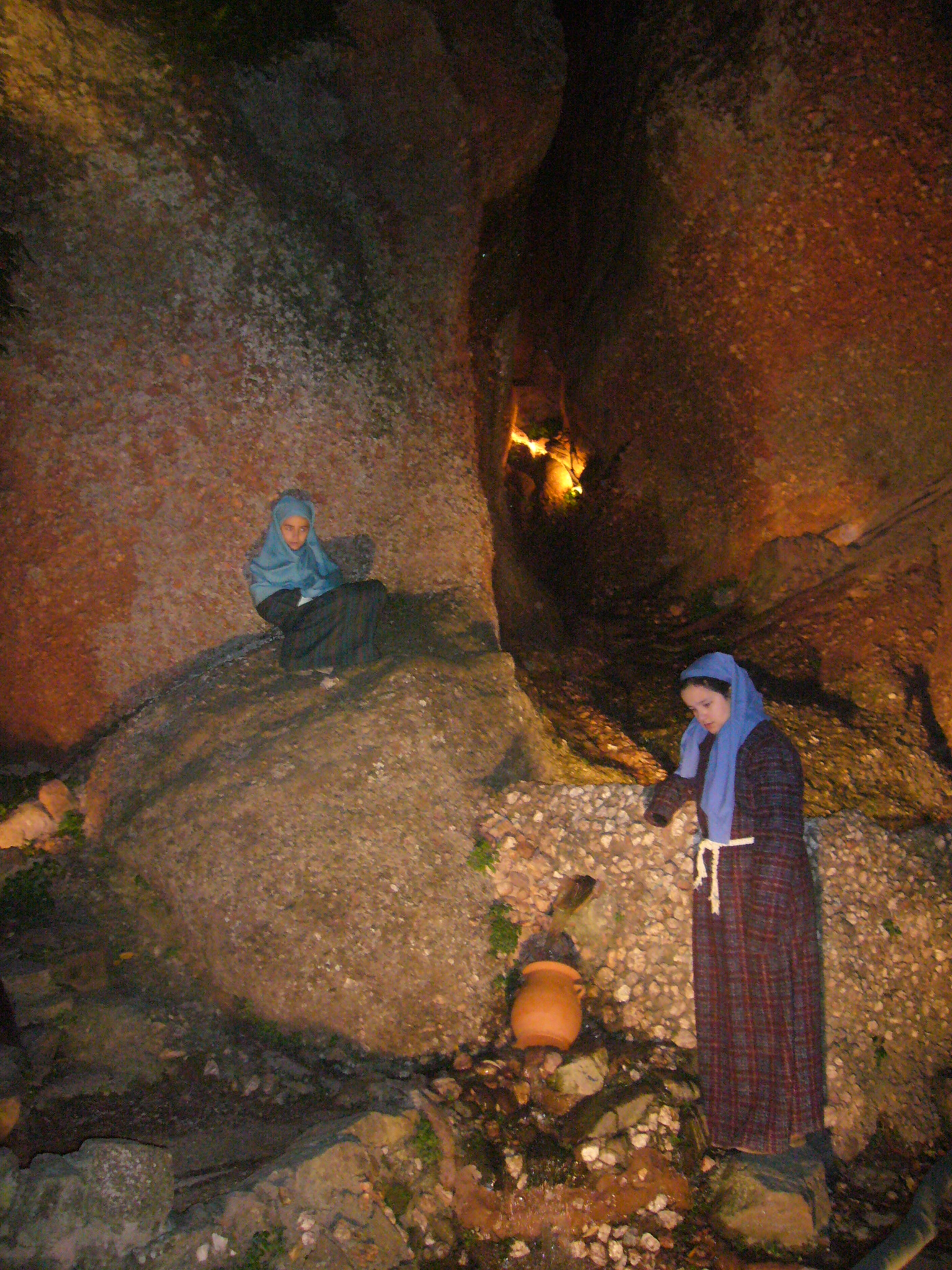
Noies agafant aigua
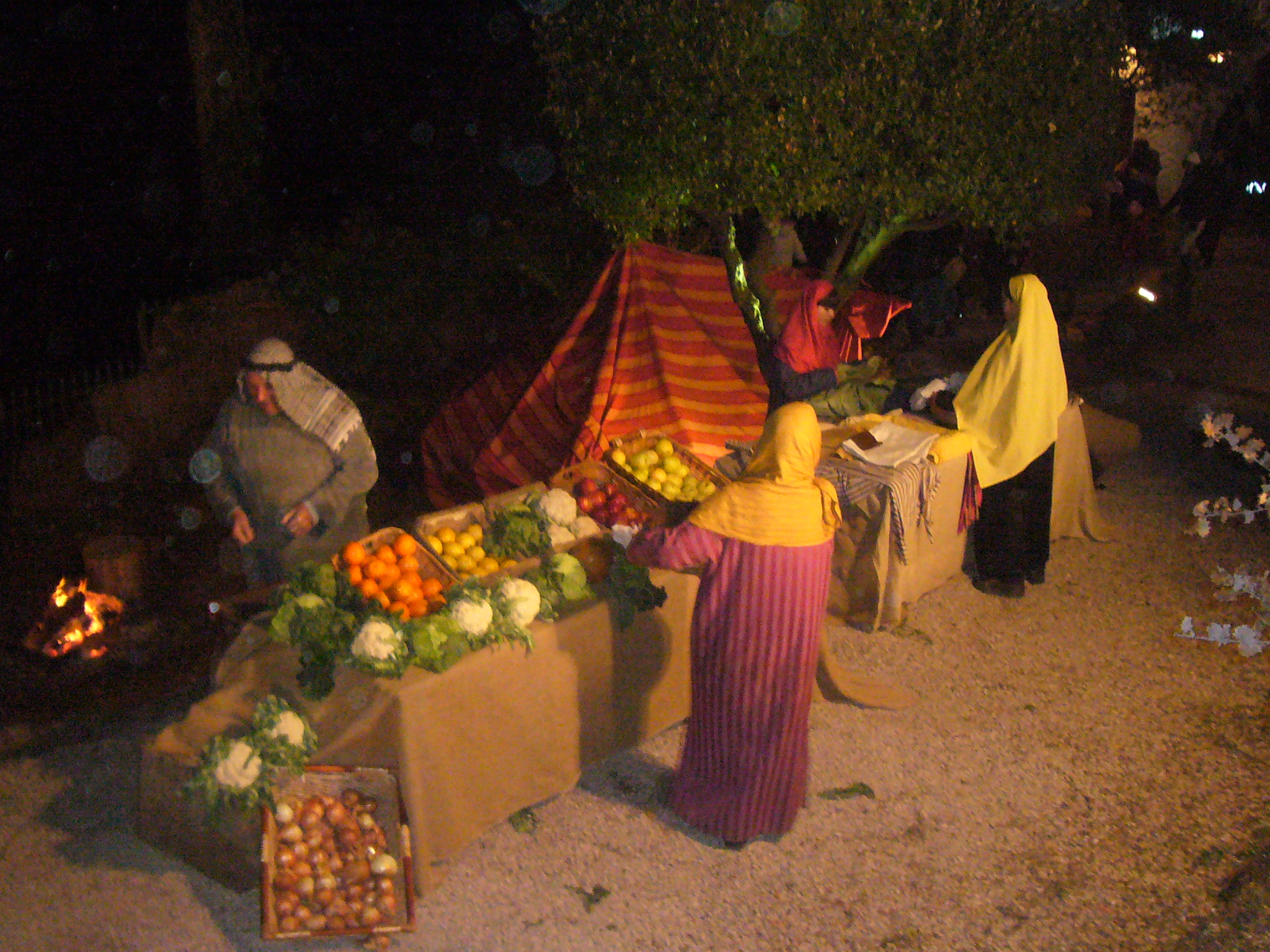
Mercat de fruita
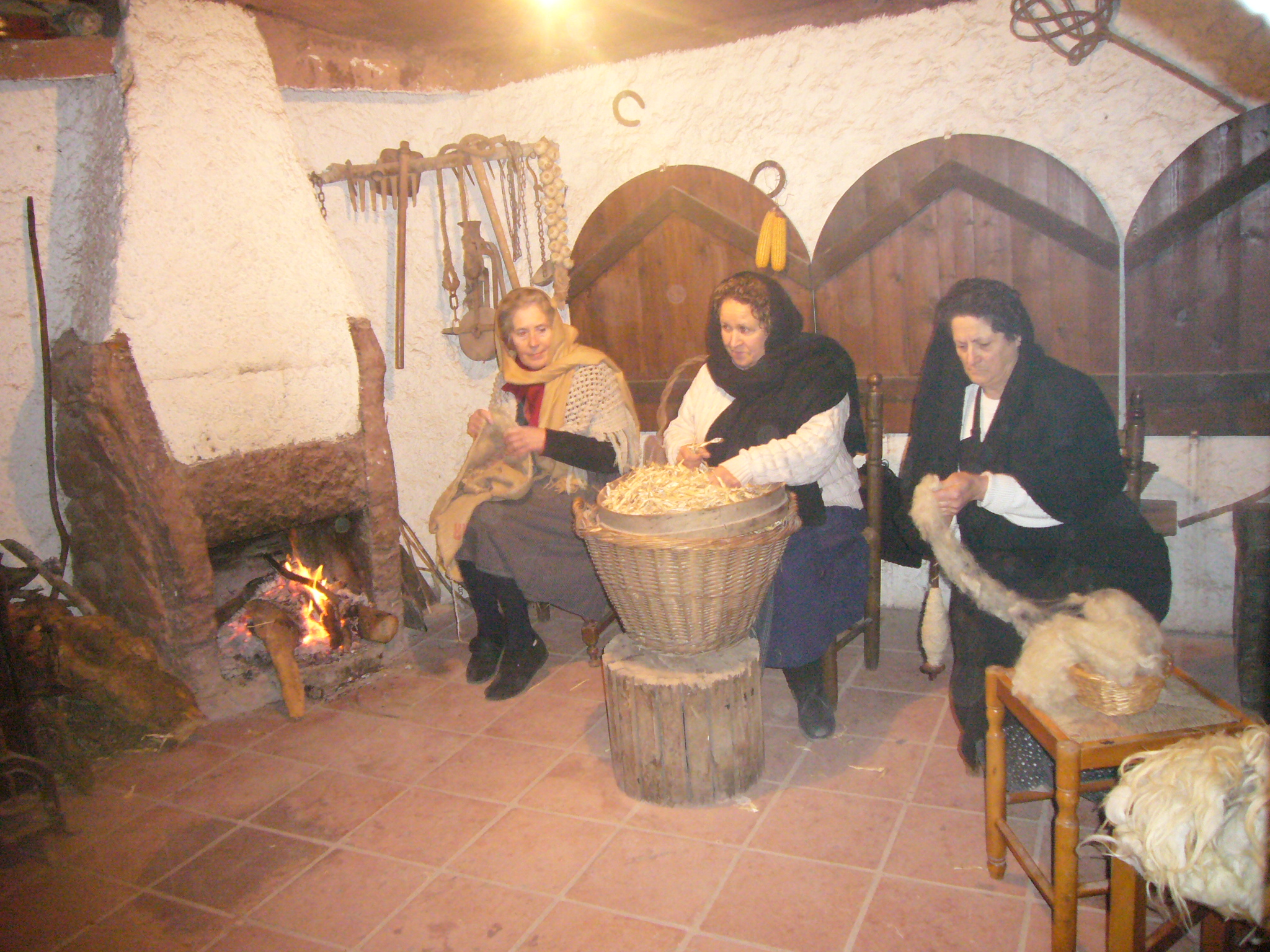
Dones cosint, triant mongetes i filant
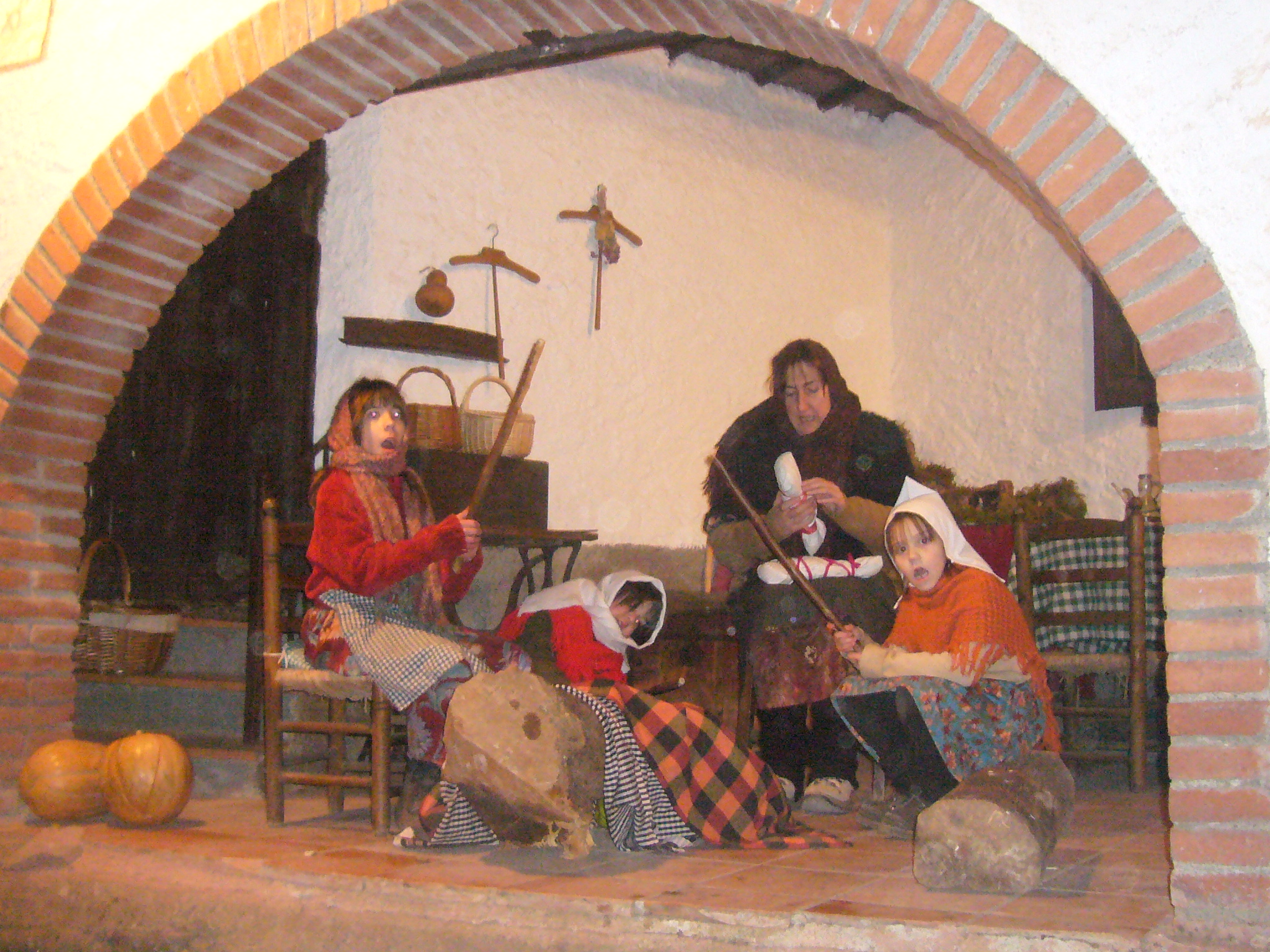
Nenes amb un tió de Nadal

## Aparicions als mitjans
El grup Strombers va gravar l'any 2012 (16 i 17 de novembre) el seu videoclip amb el nom de: Pessebre ideal